# NGC 7625
NGC 7625 is een spiraalvormig sterrenstelsel in het sterrenbeeld Pegasus. Het hemelobject werd op 15 oktober 1784 ontdekt door de Duits-Britse astronoom William Herschel.

## Synoniemen
- UGC 12529
- IRAS 23179+1657
- MCG 3-59-38
- 3ZW 102
- ZWG 454.43
- VV 280
- KUG 2317+169
- PRC D-45
- Arp 212
- PGC 71133